# المجمع المغلق يوليو 1276
المجمع المغلق يوليو 1276 هو المجمع الموكول بانتخاب بابا الكنيسة الكاثوليكية الجديد بعد استقالة البابا. انعقد مجمع الكرادلة لانتخاب البابا الجديد بدءًا من
2 يوليو 1276 وانتهى في 11 يوليو 1976. انتُخبَ أدريان الخامس ليكون البابا الجديد للكنيسة.
عُقدَ المجمع في إيطاليا .